# Lesław Boroński
Lesław Franciszek Boroński (ur. 27 września 1854 w Krakowie, zm. 6 marca 1897 w Katowicach) – polski adwokat, redaktor, działacz polityczny i społeczny.

## Życiorys
Urodził się w 1854 w Krakowie, był synem Franciszka, adwokata, członka nadzwyczajnego Akademii Umiejętności, i Eufemii z Weiglów (siostry prezydenta Krakowa Ferdynanda Weigla). Ukończył Gimnazjum św. Anny w Krakowie (matura w czerwcu 1873, wcześniej był uczniem Gimnazjum Franciszka Józefa we Lwowie) i Wydział Prawa Uniwersytetu Jagiellońskiego, dyplom doktora praw uzyskał w czerwcu 1878. Był adwokatem krajowym w Krakowie. Po ustąpieniu Tadeusza Romanowicza został redaktorem i wydawcą pisma „Nowa Reforma”. Zasiadał w Radzie Miejskiej Krakowa. Był aktywnym członkiem Towarzystwa Szkoły Ludowej. Uczestniczył w procesach politycznych. Członek korespondent Towarzystwa Muzeum Narodowego Polskiego w Rapperswilu od 1896 roku.
Popełnił samobójstwo z broni palnej 6 marca 1897 w Katowicach (przyczyną targnięcia się na życie miała być przegrana w wyborach do Rady Miejskiej i kłopoty finansowe).
Był żonaty z Aleksandrą z Bogusławskich (1865–1920), miał syna Lesława, nauczyciela, dziennikarza, literata. Pochowany tymczasowo w Katowicach. W kwietniu rodzina przewiozła zwłoki do Krakowa i tu 15 kwietnia złożono je do grobu na Cmentarzu Rakowickim.

## Publikacje
- O Sejmie i wyborach do Sejmu, Tom 4 (1889)
- Polacy na Bukowinie. Szkic statystyczny (1896)